# Illuminisme
Het illuminisme was een filosofische en literaire stroming van het einde van de 18e en het begin van de 19e eeuw.
Het illuminisme reageerde tegen het materialisme van de filosofen en wilde het christendom nieuw leven inblazen door de relaties tussen de menselijke ziel en de onzichtbare wereld te bevoordelen.
Sensu stricto kan men het illuminisme relateren aan de bezieler van de stroming, de Franse schrijver Louis-Claude de Saint-Martin en aan Cagliostro, hoewel deze laatste meer omstreden is.
Sensu lato is het illuminisme een ontmoetingsplaats van vele invloeden: de alchemistische traditie, de werken van de Zweed Emanuel Swedenborg, die een esoterische doctrine had ontwikkeld waarin de voelbare wereld zou worden gedomineerd door onzichtbare krachten, en die van Martines de Pasqually, die beweerde dat hij geesten kon oproepen.
Het illuminisme herinterpreteert christelijke teksten in het licht van de occulte wetenschappen en steunt eveneens op de filosofie van de vrijmetselaars.
Men kan aan het illuminisme verscheidene literaire werken verbinden, zoals die van Fabre d’Olivet en de geschriften van Charles Fourier, die met zijn werk Théorie des Quatre Mouvements de utopische gedachte introduceert. Men kan eveneens de metafysische en existentiële overpeinzingen van Senancour hieraan toevoegen.
Veel stromingen zetten het illuminisme voort. Zo putten de romantiek en het symbolisme een groot deel van hun wereldbeschouwing uit het illuminisme. Het reactionaire denken neemt het providentiële element over en het socialisme herneemt de utopische ideeën.
Het illuminisme is bovendien niet alleen een literaire stroming. Het bevat ook wetenschappelijke elementen. Deze dimensie kan worden geïllustreerd aan de hand van de figuur van Franz Mesmer, een Duitse dokter die in de laatste jaren van de 19e eeuw een groot succes kende dankzij zijn praktijk van het “dierlijk magnetisme”, een procedé waarbij hij door handoplegging zieken (hoofdzakelijk hysteriepatiënten) kon genezen.